# Pausa (Perú)
Pausa o Pauza (Quechua Pawsa diseño curvilíneo en forma de "s") es una ciudad peruana. Es asimismo capital del distrito de Pausa y la provincia de Páucar del Sara Sara en la región Ayacucho.
Tiene una población de 1391 habitantes en el 1993. Está a una altitud de 2.524 m s. n. m. y se encuentra a unos 800 kilómetros de Lima.

## Clima
| Parámetros climáticos promedio de Pausa (territorios entre 2500 - 3000 m s. n. m.). | Parámetros climáticos promedio de Pausa (territorios entre 2500 - 3000 m s. n. m.). | Parámetros climáticos promedio de Pausa (territorios entre 2500 - 3000 m s. n. m.). | Parámetros climáticos promedio de Pausa (territorios entre 2500 - 3000 m s. n. m.). | Parámetros climáticos promedio de Pausa (territorios entre 2500 - 3000 m s. n. m.). | Parámetros climáticos promedio de Pausa (territorios entre 2500 - 3000 m s. n. m.). | Parámetros climáticos promedio de Pausa (territorios entre 2500 - 3000 m s. n. m.). | Parámetros climáticos promedio de Pausa (territorios entre 2500 - 3000 m s. n. m.). | Parámetros climáticos promedio de Pausa (territorios entre 2500 - 3000 m s. n. m.). | Parámetros climáticos promedio de Pausa (territorios entre 2500 - 3000 m s. n. m.). | Parámetros climáticos promedio de Pausa (territorios entre 2500 - 3000 m s. n. m.). | Parámetros climáticos promedio de Pausa (territorios entre 2500 - 3000 m s. n. m.). | Parámetros climáticos promedio de Pausa (territorios entre 2500 - 3000 m s. n. m.). | Parámetros climáticos promedio de Pausa (territorios entre 2500 - 3000 m s. n. m.). |
| Mes                                                                                 | Ene.                                                                                | Feb.                                                                                | Mar.                                                                                | Abr.                                                                                | May.                                                                                | Jun.                                                                                | Jul.                                                                                | Ago.                                                                                | Sep.                                                                                | Oct.                                                                                | Nov.                                                                                | Dic.                                                                                | Anual                                                                               |
| ----------------------------------------------------------------------------------- | ----------------------------------------------------------------------------------- | ----------------------------------------------------------------------------------- | ----------------------------------------------------------------------------------- | ----------------------------------------------------------------------------------- | ----------------------------------------------------------------------------------- | ----------------------------------------------------------------------------------- | ----------------------------------------------------------------------------------- | ----------------------------------------------------------------------------------- | ----------------------------------------------------------------------------------- | ----------------------------------------------------------------------------------- | ----------------------------------------------------------------------------------- | ----------------------------------------------------------------------------------- | ----------------------------------------------------------------------------------- |
| Temp. máx. media (°C)                                                               | 22.6                                                                                | 22.6                                                                                | 22.5                                                                                | 22.5                                                                                | 22.4                                                                                | 21.4                                                                                | 21.1                                                                                | 21.7                                                                                | 22.5                                                                                | 23.9                                                                                | 23.8                                                                                | 22.9                                                                                | 22.5                                                                                |
| Temp. media (°C)                                                                    | 15.4                                                                                | 15.5                                                                                | 15.4                                                                                | 14.8                                                                                | 14                                                                                  | 12.7                                                                                | 12.2                                                                                | 12.5                                                                                | 13.7                                                                                | 14.7                                                                                | 14.9                                                                                | 15                                                                                  | 14.2                                                                                |
| Temp. mín. media (°C)                                                               | 8.2                                                                                 | 8.5                                                                                 | 8.3                                                                                 | 7.2                                                                                 | 5.6                                                                                 | 4                                                                                   | 3.3                                                                                 | 3.3                                                                                 | 4.9                                                                                 | 5.6                                                                                 | 6                                                                                   | 7.2                                                                                 | 6                                                                                   |
| Fuente: climate-data.org                                                            |                                                                                     |                                                                                     |                                                                                     |                                                                                     |                                                                                     |                                                                                     |                                                                                     |                                                                                     |                                                                                     |                                                                                     |                                                                                     |                                                                                     |                                                                                     |